# Norvin (Motorrad)
Mit Norvin wird ein Motorrad bezeichnet, das aus einem V-Motor („Gabelmotor“) und einem Norton-Federbett-Rahmen besteht.
Der V-Twin-Motor der Vincent mit einem Hubraum von 1000 cm³ war dem Fahrwerk überlegen, sodass einzelne Hersteller und Bastler den V-Twin-Motor der Vincent in den Federbett-Rahmen der Norton einbauten.
Norvin ist keine eigenständige Motorradmarke, sondern ein Eigenbaumotorrad. Die Norton hatte den „besseren“ Fahrwerksrahmen – konstruiert von den Gebrüdern McCandless – jedoch den „schlechteren“ Motor, z. B. in der Norton Manx.  Die Namensgebung ergab sich aus den beiden Herstellern: Vincent und Norton.
Heute ist die Norvin ein gesuchtes Sammlerstück und erzielt bei Auktionen klassischer Fahrzeuge Höchstpreise.